# Blepharispermum
Blepharispermum é um género botânico pertencente à família Asteraceae.